# Pearl River Tower
Il Pearl River Tower (in cinese 珠江城大厦; pinyin Zhujiang chéng Dasha; o in cinese: 珠江大厦; pinyin: Zhujiang Dasha) è un grattacielo situato a Canton e alto 309,6 metri.
L'edificio è stato progettato da Skidmore, Owings & Merrill con la collaborazione Adrian D. Smith e Gordon Gill. La costruzione è iniziata l'8 settembre 2006 ed è stata completata nel marzo 2011. Il grattacielo ospita uffici ed è parzialmente occupata dalla China National Tobacco Corporation.